# Haltérophilie aux Jeux olympiques d'été de 2024 - Moins de 73 kg hommes
Navigation
Tokyo 2020 Los Angeles 2028
L'épreuve des moins de 73 kg hommes  en haltérophilie aux Jeux olympiques d'été de 2024 a lieu le 8 août au Paris Expo Porte de Versailles.

## Records
Avant cette compétition, les records dans cette discipline étaient les suivants : 
| Record du monde  | Arraché     | Shi Zhiyong (CHN)           | 169 kg | Tachkent, Ouzbékistan | 20 avril 2021   |
| Record du monde  | Épaulé-jeté | Rahmat Erwin Abdullah (INA) | 204 kg | Tachkent, Ouzbékistan | 6 février 2024  |
| Record du monde  | Total       | Rizki Juniansyah (INA)      | 365 kg | Phuket, Thaïlande     | 4 avril 2024    |
|                  |             |                             |        |                       |                 |
| Record olympique | Arraché     | Shi Zhiyong (CHN)           | 166 kg | Tokyo, Japon          | 28 juillet 2021 |
| Record olympique | Épaulé-jeté | Shi Zhiyong (CHN)           | 198 kg | Tokyo, Japon          | 28 juillet 2021 |
| Record olympique | Total       | Shi Zhiyong (CHN)           | 364 kg | Tokyo, Japon          | 28 juillet 2021 |

## Médaillés
| Or                     | Argent                  | Bronze                |
| Rizki Juniansyah (INA) | Weeraphon Wichuma (THA) | Bojidar Andreev (BUL) |

## Résultats détaillés
| Rang                                | Athlète                | Nation       | Poids (kg) | Arraché (kg) | Arraché (kg) | Arraché (kg) | Arraché (kg) | Épaulé-jeté (kg) | Épaulé-jeté (kg) | Épaulé-jeté (kg) | Épaulé-jeté (kg) | Total |
| Rang                                | Athlète                | Nation       | Poids (kg) | 1            | 2            | 3            | Résultat     | 1                | 2                | 3                | Résultat         | Total |
| ----------------------------------- | ---------------------- | ------------ | ---------- | ------------ | ------------ | ------------ | ------------ | ---------------- | ---------------- | ---------------- | ---------------- | ----- |
| Médaille d'or, Jeux olympiques      | Rizki Juniansyah       | Indonésie    | 73,00      | 155          | 155          | 162          | 155          | 191              | 199              | -                | 199 OR           | 354   |
| Médaille d'argent, Jeux olympiques  | Weeraphon Wichuma      | Thaïlande    | 73,00      | 148          | 152          | 152          | 148          | 190              | 194              | 198              | 198 JWR          | 346   |
| Médaille de bronze, Jeux olympiques | Bojidar Andreev        | Bulgarie     | 73,00      | 148          | 152          | 154          | 154          | 183              | 187              | 190              | 190              | 344   |
| 4                                   | Muhammed Ozbek         | Turquie      | 73,00      | 150          | 153          | 155          | 150          | 189              | 191              | 191              | 191              | 341   |
| 5                                   | Luis Mosquera          | Colombie     | 73,00      | 150          | 150          | 155          | 155          | 185              | 185              | 189              | 185              | 340   |
| 6                                   | Mansanori Miyamoto     | Japon        | 73,00      | 147          | 151          | 155          | 151          | 187              | 187              | 193              | 187              | 338   |
| 7                                   | Joohyo Bak             | Corée du Sud | 73,00      | 146          | 147          | 150          | 147          | 186              | 187              | 196              | 187              | 334   |
| 8                                   | Karem Ben Hnia         | Tunisie      | 73,00      | 145          | 145          | 149          | 149          | 181              | 186              | 187              | 181              | 330   |
| 9                                   | Bernardin Kingue Matam | France       | 73,00      | 138          | 142          | 145          | 145          | 175              | 175              | 180              | 175              | 320   |
| -                                   | Julio Mayora Pernia    | Venezuela    | 73,00      | 152          | 156          | 156          | 152          | 188              | 188              | 192              | -                | -     |
| -                                   | Ritvars Suharevs       | Lettonie     | 73,00      | 147          | 147          | -            | -            | -                | -                | -                | -                | -     |
| -                                   | Shi Zhiyong            | Chine        | 73,00      | 161          | 165          | 168          | 165          | 191              | 191              | 191              | -                | -     |